# California Nights (Lesley Gore)
| Recensione | Giudizio |
| ---------- | -------- |
| AllMusic   |          |

California Nights è un album della cantante pop statunitense Lesley Gore, pubblicato dalla Mercury Records nell'aprile del 1967.

## Tracce

### LP (1967, Mercury Records, MG 21120/SR 61120)
Lato A
1. California Nights – 2:49 (testo: Howard Liebling – musica: Marvin Hamlisch) – Registrato nel novembre 1966 a Hollywood, California
2. Treat Me Like a Lady – 2:49 (Bob Crewe, Gary Knight) – Registrato nell'agosto del 1966 (luogo della registrazione sconosciuto)
3. Bad – 2:44 (Bob Crewe, Joel Hirschhorn, Al Kasha) – Registrato (circa) gennaio 1967 (luogo della registrazione sconosciuto)
4. I'm Going Out (The Same Way I Came In) – 2:31 (Bob Crewe, Gary Knight) – Registrato nel novembre 1966 a Hollywood, California
5. Maybe Now – 2:23 (testo: Lesley Gore – musica: Michael Gore) – Registrato nell'agosto del 1966 (luogo della registrazione sconosciuto)

Durata totale: 13:16
Lato B
1. Loves Goes on Forever – 2:58 (Bob Crewe, Gary Knight) – Registrato (circa) gennaio 1967 (luogo della registrazione sconosciuto)
2. Off and Running – 1:51 (Carole Bayer, Toni Wine) – Registrato il 16-22 aprile 1966 al Sunset Sound Recorders di Hollywood, California
3. Lilacs and Violets – 2:04 (Fred Anisfield, Larry Weiss) – Registrato il 16-22 aprile 1966 al Sunset Sound Recorders di Hollywood, California
4. The Bubble Broke – 2:57 (Bob Crewe, Raymond Bloodworth, Larry Russell Brown) – Registrato nell'agosto del 1966 (luogo della registrazione sconosciuto)
5. Cry Like a Baby – 2:11 (Joshie Armstead, Nick Ashford, Valerie Simpson) – Registrato il 16-22 aprile 1966 al Sunset Sound Recorders di Hollywood, California

Durata totale: 12:01

## Musicisti
- Lesley Gore – voce
- Hutch Davie – direzione orchestra, arrangiamento (A1)
- Herb Bernstein – direzione orchestra, arrangiamento (A2, A3, A4, A5, B1 e B4)
- Jack Nitzsche – direzione orchestra, arrangiamento (B2, B3 e B5)

### Produzione
- Bob Crewe – produzione (A1, A2, A3, A4, A5, B1 e B4)
- Quincy Jones – produzione (B2, B3 e B5)
- Timothy Galfas – foto copertina album originale
- Steve Lawrence e Eydie Gormé – note retrocopertina album originale[4] [5]

## Classifica album
Album
| Anno | Classifica    | Posizione raggiunta |
| ---- | ------------- | ------------------- |
| 1967 | Billboard 200 | 169                 |

## Classifica singoli
Singoli
| Anno | Titolo del brano  | Classifica | Posizione raggiunta |
| ---- | ----------------- | ---------- | ------------------- |
| 1967 | California Nights | Hot 100    | 16                  |